# Gerrardina foliosa
Gerrardina foliosa är en tvåhjärtbladig växtart som beskrevs av Daniel Oliver. Gerrardina foliosa ingår i släktet Gerrardina och familjen Gerrardinaceae. Inga underarter finns listade.